# 정영훈 (기자)
정영훈은 대한민국의 (1974년 2월 15일 ~ ) KBS 기자이다. 살아있다는 달콤한 말(모요사), 암완치로 여행하는 우리를 위한 안내서(중앙생활사)의 저자이다.

## 경력
- 2004년 10월 1일 KBS 30기 공채 기자 입사
- 2005년 KBS 보도본부 보도국 취재3팀 기자
- KBS 보도본부 통합뉴스룸 주간(디지털뉴스) 기자